# Configurazione D'Appolito
La configurazione D'Appolito è una configurazione di altoparlanti in cassa acustica che prende il nome dal progettista che l'ha realizzata (Joseph D'Appolito) che prevede l'inserimento in linea verticale di un tweeter tra due woofer o due midrange (da cui deriva anche la seconda denominazione di "geometria MTM: midrange, tweeter, midrange), ed un filtro crossover del terzo ordine (18db/oct). Lo scopo del progetto è di rendere la dispersione verticale il più uniforme possibile. In tale configurazione i due altoparlanti midrange, in linea verticale, sono pilotati dallo stesso segnale (in fase), conferendo simmetricità sul piano verticale. Su tale piano la dispersione sonora è assimilabile, in un diagramma polare, alla sezione di un altoparlante coassiale midrange-tweeter. Il filtro di crossover è disegnato in modo tale da rispettare il più fedelmente possibile la fase dei due midrange. È vantaggioso scegliere una frequenza di crossover più bassa rispetto ad un diffusore classico a due vie, data l'altezza da terra dei tre altoparlanti. L'ampiezza sul piano verticale della diffusione sonora sarà comunque più stretta di un tre-vie classico con tweeter alla sommità del diffusore. La direttività sul piano orizzontale è controllata dalla larghezza del diffusore. Ad esempio un diffusore di 22cm di larghezza può ospitare due midrange di 17cm e un tweeter di 25mm con chassis di 10cm. L'altezza del punto di diffusione da terra è di circa 45cm. Da notare che la lunghezza d'onda alla frequenza di crossover di 3kHz, è di circa 10cm e di conseguenza la direttività sul piano verticale sarà più stretta. Alcune irregolarità possono essere presenti nella risposta in frequenza del tweeter, data la vicinanza dei coni dei due midrange; si può ovviare a questo utilizzando degli altoparlanti con membrana flat.

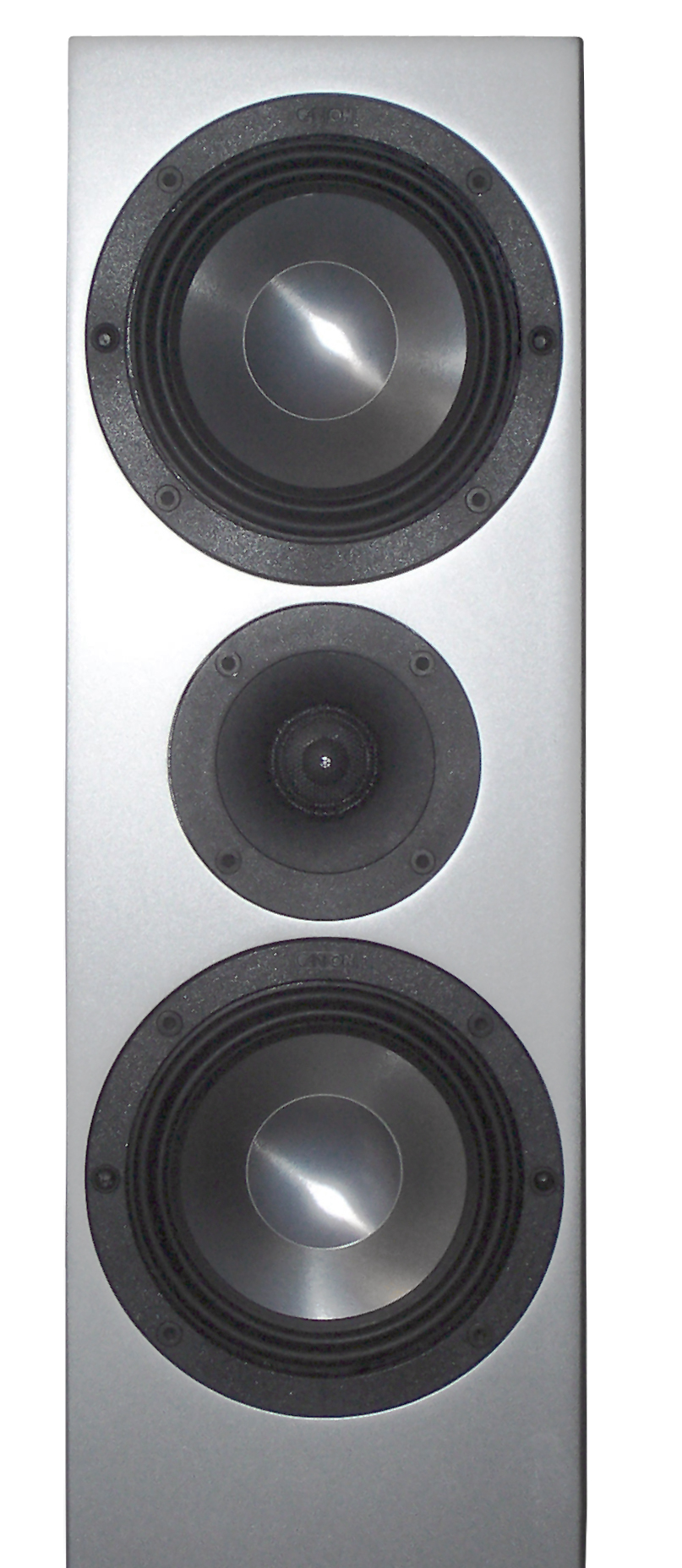
Diffusore a configurazione D'Appolito

## Esempio di dimensionamento
Lunghezza d'onda:
{\displaystyle \lambda ={\frac {c}{f}}}
{\displaystyle \lambda } in metri, c – Velocità del suono in aria ca. 340 m/s, f – Frequenza in Hertz.
Principio della configurazione D'Appolito data dalla formula
{\displaystyle f\leq {\frac {2\,c}{3\,d}}\;,}
dove d = Distanza dal centro del midrange.
Giace a (d) dal centro del midrange di 21,5 cm (0,215 m)(corrisponde alla distanza risultante di 2 4" Chassis e un tweeter con baffle di 9 cm) , si calcola:
{\displaystyle f\leq {\frac {2\cdot 340}{3\cdot 0{,}215}}=1054} (approssimato).
La frequenza di crossover tra il midrange e il tweeter cade a ca. 1050 Hz, un valore inconsueto in quanto solitamente la frequenza di crossover va oltre i 2000 Hz.
La configurazione viene usata anche in sistemi home-theater.